# Джерард Лейк
Джерард Лейк, 1-й віконт Лейк (англ. Gerard Lake, 1st Viscount Lake; 27 липня 1744 — 20 лютого 1808) — головнокомандувач британськими Збройними силами в Індії.

## Біографія
Народився 27 липня 1744 року в Герроу, походив із знатного та давнього англійського роду.
У 1758 році він вступив прапорщиком в 1-й гвардійський полк, і в Семирічну війну відзначився особливою холоднокровністю і безстрашністю, за відмінну службу в 1762 році був проведений в чин лейтенанта.
Згодом він служив ад'ютантом у генерала Пірсона, вирушив в Америку, і за хоробрість, проявлену ним у війні зі Сполученими Штатами, а саме у битві при Йорктауні, отримав звання королівського генерал-ад'ютанта. Також за цей час він отримав чини капітана (1776 року), майора (1784 року) та підполковника (1792 року); деякий час він командував 53-м піхотним полком.
У 1793 році в чині бригадира Лейк воював у Голландії, і відзначився у битвах.
У 1797 році Лейк був проведений в генерал-лейтенанти і відісланий до Ірландії, в якій відбувалися заворушення, Він негайно вжив суворих заходів до придушення повстання, і 31 червня 1798 року розбив ірландських бунтівників, а 8 вересня, разом із лордом Корнуоллісом, завдав поразки французам, які здійснили висадку в Ірландію.
Призначений в 1800 році головнокомандувачем англійськими військами в Ост-Індії він перетворив армію, посиливши в ній дисципліну, і в 1802 році був проведений в чин повного генерала.
У 1803 році Лейк розпочав війну з маратхами, розбив генерала Перрена, який командував армією маратхів (в якій було багато французьких офіцерів) і 11 вересня розбив армію генерала Буркена у битві при Делі. Лейк вступив у це місто і звільнив Великого могола Шах-Алама. 17 жовтня 1803 року Лейк взяв Агру і, для затвердження володарювання Англії над усіма підвладними моголу землями, мав намір знищити невелике регулярне військо, яке ще залишалося у ватажка маратхів Даулат Рао Скіндія. Здійснивши дуже важкий похід, Лейк розбив цю армію в кровопролитній битві 1 листопада 1803 року в битві при Ласварі.
Тим часом генерал-майор Веллслі (згодом герцог Веллінгтон) також із успіхом воював із маратхами і 23 вересня при Асаі, здобув перемогу над ворогом, сили якого втричі перевершували англійське військо. Скіндія та його могутній союзник, раджа Берарський, змушені були просити миру і поступилися Англії кількома областями. Але мирну угоду незабаром було порушено.
Ясвант Рао Холкар і союзні йому дрібні маратхські князі знову розпочали військові дії проти англійців і, незважаючи на поразки, які вони зазнавали, встигли завдати чимало шкоди англійцям.
Лорд Лейк, взявши Рампуру, змусив Холкара зняти облогу з Делі. Маратхський полководець переніс театр війни в англійські володіння, але Лейк розбив його 17 листопада при Фаррукхабаді, а генерал Фрезер 13 листопада завдав поразки індійській піхоті при фортеці Діг. Англійська піхота й кавалерія з'єдналися біля Мутри, взяли в облогу фортецю Діг і взяли її 24 грудня. Потім англійські війська кинулися проти союзника Холкара, раджі Буртпурського, і взяли в облогу його столицю Амрітсар, що була захищена сильною фортецею. Гарнізон відбивав усі напади англійців, але раджа змушений був у 1805 році укласти мир з англійцями з метою збереження фортеці за собою.
Незабаром й інші маратські вожді, усвідомивши неможливість чинити опір, стали просити миру. Лорд Лейк 7 січня 1806 року уклав із Холкаром договір, що послабив могутність маратхів і цілком зміцнив панування Ост-Індської компанії.
Ввівши багато установ для управління завойованими провінціями, Лейк у лютому 1807 року з Калькутти вирушив до Англії.
Англійський король надав йому звання барона Делійського та Ласварійського, а згодом титул віконта та губернатора Плімута. Але Лейк невдовзі помер 20 лютого 1808 року у Лондоні.